# Hypselocara
Hypselocara altissimum és una espècie d'aranya araneomorfa de la subfamília Erigoninae, dins de la família Linyphiidae. És l'únic membre del gènere monotípic Hypselocara.
Fou descrit per primera vegada per Alfred Frank Millidge l'any 1991.

## Distribució
És un endemisme de Veneçuela.